# 鮑里斯·帕什
鲍里斯·西奥多·帕什（英語：Boris Theodore Pash；1900年6月20日—1995年5月11日）是美国陆军軍事情報部门的一名军官。第二次世界大战期间，他是阿尔索斯任务的指揮官。

## 生平
鲍里斯·费奥多罗维奇·帕什科夫斯基出生在旧金山。他的父亲是俄罗斯东正教会的一名神职人员，曾于1894年被教会派往加利福尼亚。然而他的父亲在1906年被召回俄罗斯，全家于1912年返回俄罗斯。他的母亲是塞尔维亚裔美国人。
1916年至1917年间，當時正值第一次世界大战，父子俩加入了俄罗斯帝国军队，前往戰場與德国和奥匈帝国作戰。其父親當時是军队中的神職人員，16岁的鲍里斯是一名炮兵。1918年至1920年期间，鲍里斯是一名俄国白军海軍士兵，駐扎在黑海，而且與布尔什维克作戰。由于他懂英语，因而俄國人在与英国人会面时會請他担任翻译。他也因此获得了圣乔治十字勋章。
1920年7月1日，他与莉迪娅·弗拉基米洛芙娜·伊万诺娃（Lydia Vladimirovna Ivanova）结婚。他的儿子埃德加·康斯坦丁·鲍里斯·帕什科夫斯基（Edgar Constantine Boris Pashkovsky）于1921年6月14日出生。
1923年，此時布尔什维克已逐步在俄國站穩腳跟，鲍里斯選擇与家人返回美国。隨後他前往春田学院就读，並获得体育教育学士学位。
1924年至1940年期間，鲍里斯在洛杉矶的好莱坞高中執教。在此期间，他继续深造，並於1939年獲得南加州大学教育硕士学位。他还成為美國陸軍預備役的一員，并被分配到步兵情报部门。